# 미겔 구티에레스
미겔 구티에레스 오르테가 (Miguel Gutiérrez Ortega, 2001년 7월 27일 ~ )는 스페인의 축구 선수이며, 나폴리에서 레프트백으로 뛰고 있다.